# HD155203
HD155203 — хімічно пекулярна зоря спектрального класу A, що має видиму зоряну величину в смузі V приблизно  3,3.
Вона  розташована на відстані близько 71,6 світлових років від Сонця.